# Jang Na-ra
Pour les articles homonymes, voir Jang.
Jang Nara, née le 18 mars 1981 à Séoul est chanteuse et actrice sud-coréenne.

## Biographie
Jang Nara est née à Séoul en Corée du Sud, le 18 mars 1981, elle a un frère, Jang Seong Won, qui a 5 ans de plus qu'elle et qui est aussi acteur.
Ses talents d'actrice se sont révélés dans Les Misérables, où elle a joué avec son père à l'école primaire.
En 2000, elle entre à l'université, "the Department of Theater, the Faculty of the Art, Chungang University".
Elle sort son premier album, First Story, au mois de mai 2001. Sa carrière de chanteuse commence alors avec son titre "Burying My Face In Tears".
Son premier album eu un grand succès et s'écoula à 300.000 exemplaires et elle remporta par la même occasion le prix de la meilleure chanteuse coréenne 2001.
Elle joue aussi dans plusieurs séries, notamment Successful Story of a Bright Girl qui eut un grand succès auprès des auditeurs, mais aussi My Love Patzzi (2002), Love Is All Around (2004) et Wedding (2005).

## Filmographie

### Cinéma
- 2002 : Help ! I'm a Fish
- 2003 : Oh ! Happy Day ! (오! 해피데이) : Kong Hee Ji
- 2007 : Girl's Revolution (麻雀要革命) - Film chinois
- 2009 : 55Size
- 2009 : Sky and Ocean (하늘과 바다) : Ha Neul
- 2012 : Flying With You (플라잉 위드 유 / 一起飞) :He Qianqian - Film chinois
  - Whoever (愛誰誰) :Yawen (caméo) - Film chinois
- 2015 : Polaroid (폴라로이드) :Cameo
- 2021 : The Kindness of Strangers (타인의 친절) :Narratrice

### Séries télévisées
- 2001: New Nonstop (뉴논스톱): Jang Na-ra épisode 269 - MBC
- 2002: Successful Story of a Bright Girl (명랑소녀 성공기): Cha Yang Soon - SBS
  - My Love Patzzi (내 사랑 팥쥐): Yang Song Yee - MBC
- 2003 : Hello! Bal Ba Ri (헬로 발바리): Caméo - KBS2
- 2004: Love Is All Around (사랑을 할꺼야): Jin Bo Ra -  MBC
  - Nonstop 4 (논스톱4): Caméo épisode 13 - MBC
  - Silver Love (银色年华): Nara - CCTV - Drama chinois
- 2005 : Banjun Drama (대결! 반전 드라마) - SBS
  - My Bratty Princess ( 刁蠻公主): Situ Jing / Xiao Long Xia - Guangdong Television - Drama chinois
  - Wedding (웨딩): Lee Se Na - KBS 2TV
- 2007 : Good Morning Shanghai (纯白之恋): You Hao Yun - Hunan TV - Drama chinois
- 2010 : Iron Masked Singer (铁面歌女): Hu Die / Hu Yin Yin - SXTV - Drama chinois
- 2011 : Unruly Qiao (刁蛮俏御医): He Tian Xin - CTV / HNTV - Drama Chinois
  - Baby Faced Beauty (동안미녀): Lee So Young - KBS 2TV
- 2012 : Race Course (跑馬場): Matsuno Akiko - CCTV - Drama chinois
  - School 2013 (학교 2013): Jung In Jae - KBS 2TV
- 2013: Red Palanquin (红轿子): Qiao Lizhen - Huzhou TV - Drama chinois
- 2014: You Are My Destiny (운명처럼 널 사랑해): Kim Mi Young - MBC
  - Drama Festival - Old Farewell (오래된 안녕): Han Chae Hee (cameo) - MBC
  - Mr. Back (미스터 백): Eun Ha Soo - MBC
- 2015: One-Winged Eagle (单翼雄鹰): Zhang Lanfang (cameo) - CCTV - Drama chinois
  - Hello Monster (너를 기억해): Cha Ji An - KBS 2TV
- 2016: One More Happy Ending (한번 더 해피엔딩): Han Mi Mo - MBC
- 2017 : Confession Couple (고백부부): Ma Jin Joo - KBS 2TV
- 2018 : The Last Empress (황후의 품격): Oh Sunny - SBS
- 2019 : VIP (브이아이피): Na Jung Sun - SBS
- 2020 : Oh My Baby (오마이베이비): Jang Ha Ri - TVN
- 2021 : Sell Your Haunted House (대박부동산): Hong Ji Ah - KBS 2TV
- 2022 : Cheer Up (치얼업): Na Jung-sun (cameo)
- 2023 : Family: The Unbreakable Bond (패밀리): Kang Yoo-ra
- 2024 : My happy ending (해피엔드): Seo Jae-won

## Discographie

### Albums
| #   | Informations                                                         | Titres des morceaux |
| --- | -------------------------------------------------------------------- | --- |
| 1er | - Titre : The First Story - Sortie : 21 juin 2001 - Langue : coréen  | 1. 고백 (Confession) 2. 눈물에 얼굴을 묻는다 (Burying My Face In Tears) 3. 연 (Yun) 4. Make it Right 5. 물고기자리 (Pisces) 6. 4월이야기 (April Story) 7. 눈물에 얼굴을 묻는다 (Burying My Face In Tears, String Version) 8. Gloomy Sunday 9. Blue 10. 약속 (Promise) 11. My Pain 12. 지독한 사랑 (Vicious Love) |
| 2e  | - Titre : Sweet Dream - Sortie : 2 octobre 2002 - Langue : coréen    | 1. Sweet Dream 2. 아마도사랑이겠죠 (Amado Sarangigetjyo, "Perhaps Love") 3. 혼자서도 잘해요 (Honjaseodo Jalhaeyo, "I Can Do It Well By Myself") 4. Pinekiss 5. 철부지 (Cheolbuji, "A Mere Child") 6. Ending 7. I'll be there for you 8. 뙈지아가 (Ttwaejiaga, "Pig Baby") 9. 물망초 (Mulmangcho, "A Forget-Me-Not") 10. 사막한가운데서 (Samakhangaundeseo, "In The Middle of the Desert") 11. Snowman 12. 다시 받아주겠니? (Dasi Badajugenni? "Can You Accept Me Again?") 13. 바람아 멈추어다오 (Barama Meomchueodao, "Please Stop the Wind") 14. 아마도 사랑이겠죠 (Amado Sarangigetjyo, "Perhaps Love") (Radio edit) 15. Snowman (Radio edit) |
| 3e  | - Titre : The Third Story - Sortie : décembre 2003 - Langue : coréen | 1. We 2. 별이 빛나는 밤에 3. 기도 (Last Pray) 4. 10년이 지난 후 나는 5. 그게 정말이니? 6. 나도 여자랍니다 7. 키키 8. My Boy 9. 약속 10. 늘 그래왔듯이 11. Say Good-Bye 12. 눈물로 남을텐데 13. 그게 정말이니(Band ver.) 14. 별이 빛나는 밤에(Ver.2) |
| 4e  | - Titre : My Story - Sortie : décembre 2004 - Langue : coréen        | 1. Intro 2. 달팽이 (Snail) 3. 겨울일기 (Winter diary) 4. I Love School 5. Always 6. 이젠 괜찮아요 (Now no problem at all) 7. 혹시라도 (Perhaps) 8. 모시는 글 (Mosin Gul) 9. 연인 (Duet with 신혜성) (Lover, Duet with Shin Hye Sung (Shinhwa)) 10. 사랑하기 좋은 날 (Good Day to Love) 11. 겨울일기(Bossa Nova.ver) (Winter diary) 12. 나 (I) 13. Make it right 14. 飛不起來(페이부치라이) (중국드라마'은색연화'주제가) (Cannot fly—Chinese soap opera ' Silver time passage ' Theme song) |
| 5e  | - Titre : She - Sortie : 23 février 2007 - Langue : coréen           | 1. 사랑 부르기 (Calling out love) 2. 마음을 잃다 (Losing one's mind) 3. You & I 4. 손톱 (Fingernails) 5. 가면무도회 ft. HaHa (A Masquerade) 6. 사랑을 향합니다 (Towards love) 7. Everything for you 8. Tonight 9. 이젠 말해볼까 (Shall we talk about it now?) 10. 당신의 모든 것을 사랑합니다 (I love everything about you) 11. 사랑 부르기 (Acoustic Ver.) (Calling out love) |

### Autres
| Informations                                                            | Titres des morceaux |
| ----------------------------------------------------------------------- | --- |
| - Titre : Jang Nara and Friends - Sortie : avril 2003 - Langue : coréen | 1. 오 해피데이(영화‘오 해피데이’삽입곡) 2. 피노키오 3. 그날이후(영화 ‘오 해피데이’ 삽입곡) 4. friend (Solo Version) 5. and 6. lately 7. Will be mine 8. luv n u 9. today 10. friend (Duet Version) 11. 부디 12. 그래요 13. 아무것도 아닌 이야기 14. 다시    |
| - Titre : 一张 - Sortie : février 2005 - Langue : chinois               | 1. 风儿啊！请你停下来 (Wind, please stop) 2. 全世界下雨 (The whole world is raining) 3. 娜拉In China 4. 飞不起来 (Unable to fly) 5. Sweet Dream 6. 恋爱宣言 7. 我也是女人 (I am also a woman) 8. 甜蜜蜜 (Sweet) 9. 可能是爱情 (It's probably love) 10. Ends |
| - Titre : Gong Fu - Sortie : 21 décembre 2005 - Langue : chinois        | 1. 对不起不爱你 (Sorry, I don't love you) 2. 功夫 3. 爱上你全部 (Loving all of you) 4. 我要你崇拜 5. 梦飞翔 6. Everyday 7. 危险恋人 8. 天边 9. 出乎预料 10. 烦着呢                                                                                          |
| - Titre : Ladylike - Sortie : 29 décembre 2006 - Langue : coréen        | 1. 안 행복해 (I’m not happy) 2. 그렇담 Good-bye (Then good-bye) |